# Joe Hill Louis
Joe Hill Louis (* 23. September 1921 in Raines, Tennessee, als Lester (bzw. Leslie) Hill; † 5. August 1957 in Memphis, Tennessee) war ein US-amerikanischer Blues-Musiker. Er war auch bekannt als der Be-Bop Boy.
Mit 14 Jahren lief Lester Hill von zu Hause weg. Er lebte bei einer Familie in Memphis. Nach einem gewonnenen Kampf mit einem anderen Jungen bekam er den Spitznamen „Joe Louis“ (nach dem gleichnamigen Boxweltmeister).
Joe Hill Louis lernte mehrere Instrumente zu spielen. Seine Auftritte als Ein-Mann-Band im Handy Park in Memphis waren beim Publikum beliebt. Beim lokalen Radiosender WDIA hatte er eine 15-Minuten-Show namens The Pepticon Boy.
1949 machte Louis erste Aufnahmen, denen etliche weitere folgten. Sein bekanntestes Stück dürfte Hydramatic Woman sein.
Joe Hill Louis starb 1957 im Alter von nur 35 Jahren an den Folgen einer entzündeten Wunde am Finger.